# Баль, Митрофан Яковлевич
Митрофан Яковлевич Баль (1851 — после 1916) — офицер Российского императорского флота, участник русско-турецкой войны 1877—1878 годов, контр-адмирал.

## Биография
Митрофан Яковлевич Баль родился 1 июня 1851 года в многодетной семье морского офицера, капитана 2 ранга (впоследствии полковника по адмиралтейству), Георгиевского кавалера Якова Максимовича Баля. Племянник генерал-лейтенанта Морского ведомства Льва Максимовича Баля (1820—1883) и Георгиевского кавалера, морского офицера Петра Максимовича Баля.
По примеру отца, обоих дядей и старшего брата Владимира (впоследствии вице-адмирала), Митрофан избрал профессию морского офицера. 19 сентября 1868 года поступил воспитанником в Морское училище. В 1869—1871 годах участвовал в ежегодных плаваниях на учебных судах «Щит» и «Молния» по Балтийскому морю и Финскому заливу. 16 апреля 1872 года произведён по экзамену в гардемарины, переведён на Черноморский флот и назначен на винтовую шхуну «Дон». 30 августа 1873 года произведён в мичманы. В 1873—1874 годах служил на винтовой шхуне «Псезуале» и пассажирском пароходе «Ингул», который совершал рейсы межу Николаевом и Херсоном. В 1875—1876 года прошёл обучение в учебно-артиллерийском отряде Балтийского флота в Кронштадте. Во время учёбы участвовал в плавании на мониторах «Броненосец», «Лава» и батарее «Кремль», затем на броненосце «Вице-адмирал Попов». 18 октября 1876 года, после окончания курса в учебно-артиллерийском отряде вернулся в Николаев, где был временно зачислен в состав броненосца береговой обороны «Вице-адмирал Попов». В 1877 году назначен на пароход «Великий Князь Константин» (командир капитан-лейтенант С. О. Макаров), плавал в Чёрном море.

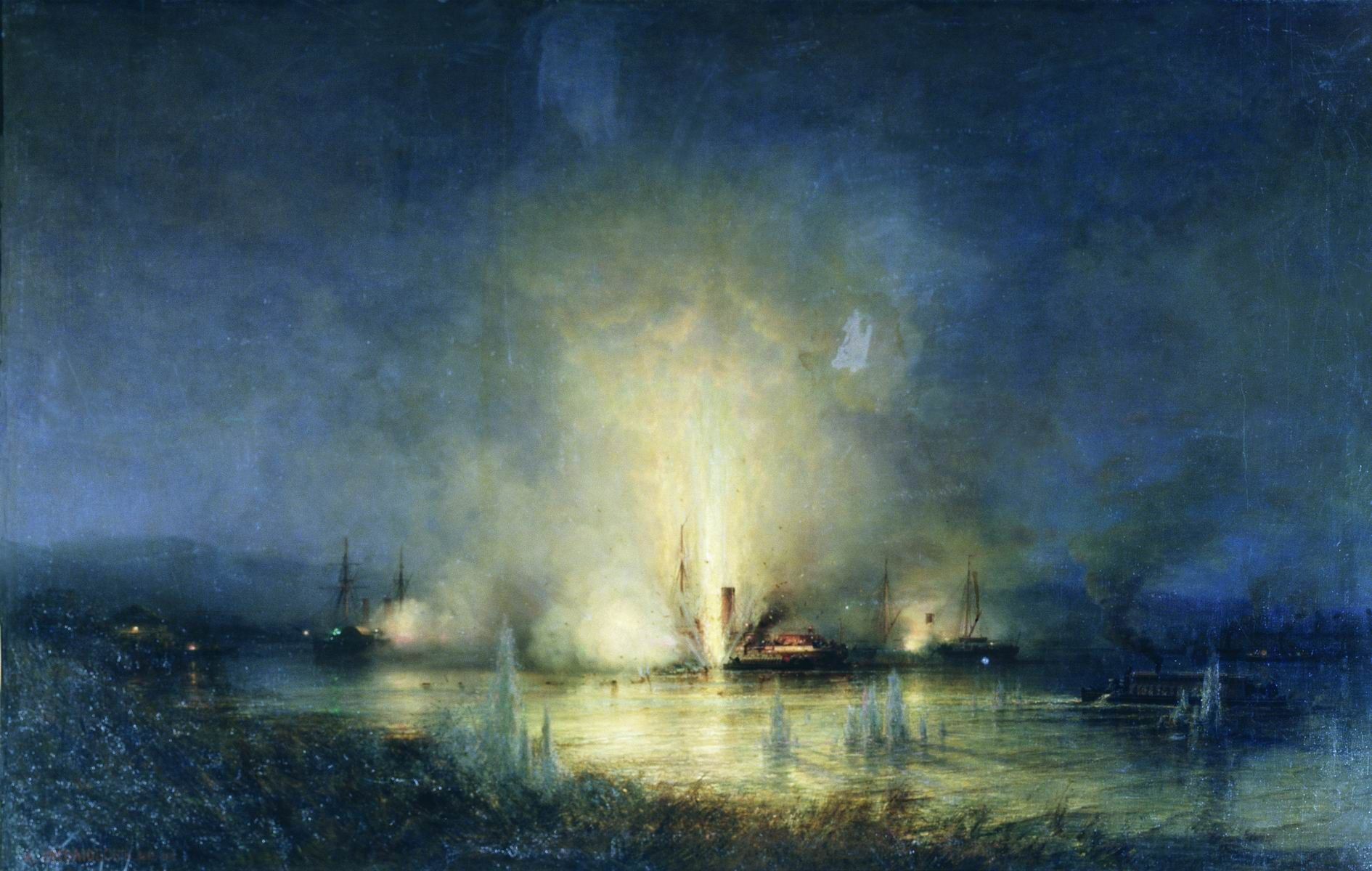
А. Боголюбов. Потопление турецкого монитора «Сейфи» на Дунае 14 мая 1877 года.

Участник русско-турецкой войны 1877—1878 годов. 9 апреля 1877 года назначен на броненосный фрегат «Адмирал Чичагов» в составе которого имелся деревянный паровой минный катер «Царевна». Командуя этим катером в составе отряда русских судов, в апреле и мае 1877 года принимал участие в постановке минных заграждений в Мачинском рукаве на Дунае. В ночь с 13 на 14 мая отряд под командованием лейтенанта Ф. В. Дубасова в составе четырёх минных катеров: «Царевич» (командир — Дубасов), «Ксения» (лейтенант А. П. Шестаков), «Джигит» (мичман В. П. Персин) и «Царевна» (мичман Баль), выйдя из Браилова, направился в Манчинский рукав Дуная, где обнаружил стоящие там турецкие суда (как впоследствии оказалось: монитор «Сейфи», броненосную лодку «Фетх-уль-Ислам» и вооруженный пароход). Лейтенант Дубасов первым атаковал шестовой миной монитор «Сейфи» в левый борт, затем лейтенант Шестаков под огнём двух турецких судов нанёс монитору второй минный удар в тот же левый борт, после которого неприятельское судно затонуло. После взрыва у катера Шестакова запутался винт в обломках турецкого монитора. Шестаков стал очищать его, оставаясь почти у самого неприятельского борта и отстреливаясь из револьвера, ему помогала команда стрельбой из штуцерных оружий. В то же время лейтенант Дубасов, мичманы Персин и Баль под непрекращающимся вражеским огнем подошли на трех катерах к тонущему турецкому монитору и сняли с него кормовой флаг. После этого был дан сигнал к отступлению, и русские катера под неприятельским огнём, не потеряв ни одного человека, стали отходить. За участие в этой минной атаке, «распорядительность и храбрость при потоплении 14 мая 1877 г. на Дунае турецкого монитора» Баль был награждён орденом Святой Анны 4 степени с надписью «за храбрость», а 30 сентября — за минные заграждения в нижней части Дуная был пожалован орденом Святого Станислава 3 степени с мечами и бантом.
С 1 августа по 15 декабря 1877 года — был помощником командира, с затем до 15 марта 1878 года — командиром колёсного буксирного парохода «Романия», находился при очистке от минных заграждений порта Кюстендже. В мае-декабре того же года плавал на шхунах «Лебедь», «Ворон» и «Утка». 13 декабря был назначен командиром катера «Светланка». 1 января 1878 года произведён в лейтенанты. В апреле-мае командовал катером «Русалка» на Дунае. 31 июля 1879 года уволен для службы на коммерческих судах «с зачислением по флоту». С 1 августа 1879 года шесть лет находился на службе в болгарской флотилии, которая была создана в мае 1879 года военным министром России для несения таможенной и патрульной службы. В 1879—1883 годах командовал пароходом «Горни Студень». С мая 1883 командовал двухмачтовым грузопассажирским колёсным пароходом «Александр I», с 25 июня по 30 июля 1883 года временно исполнял обязанности командующего болгарской флотилией и морской частью княжества. В 1884 году состоял при Его Высочестве Князе Болгарском на катере «Птичка» в плавании по Чёрному морю, затем командовал на Дунае пароходом «Взрыв», в 1885 году — пароходом «Голубчик».
18 ноября 1885 года М. Я. Баль вновь был определён в службу с прежним чином лейтенанта в Черноморский флот. В 1887 году находился в плавании на винтовой шхуне «Бомборы» в Чёрном море. 21 апреля 1888 г. он был зачислен на оклад содержания капитан-лейтенанта. В 1888—1889 годах служил на парусно-винтовом клипере «Забияка», на котором совершил заграничное плавание. 1 января 1889 года произведён в капитаны 2 ранга. 18 февраля назначен старшим офицером канонерской лодки «Запорожец». В 1891—1892 годах заведовал Севастопольским гидравлическим плавучим доком. 1 января 1893 года назначен командовать транспортом «Бомборы». В 1895—1897 годах командовал минным транспортом «Буг» и был зачислен артиллерийским офицером 2 разряда. 13 апреля 1897 года произведён за отличие в капитаны 1 ранга. 15 марта 1899 года назначен командиром 36-го флотского экипажа и эскадренного броненосца «Князь Потёмкин Таврический». С 18 июня по 16 сентября 1899 года временно исполнял должность Николаевского военного губернатора. 12 ноября 1901 года назначен командиром 33-го флотского экипажа в Николаеве и командиром эскадренного броненосца «Чесма».
10 апреля 1906 года произведен в контр-адмиралы с увольнением от службы «с мундиром и пенсией».
После отставки, до декабря 1916 года, жил в Балаклаве, имел в собственности остров в Казачьей бухте, который продал в 1912 году. После 1916 года судьба неизвестна.

## Награды
Контр-адмирал М. Я. Баль был награждён орденами и медалями Российской империи:
- орден Святой Анны 4 степени «За храбрость» (1877);
- орден Святого Станислава 3 степени с мечами и бантом (30 сентября 1877);
- орден Святой Анны 3 степени (1 января 1881);
- орден Святого Станислава 2 степени (1 января 1886);
- орден Святой Анны 2 степени (1 января 1895);
- орден Святого Владимира 4 степени с бантом за 25 лет в офицерских чинах и бытность в сражениях (22 сентября 1897);
- орден Святого Владимира 3 степени (6 декабря 1902);
- светло-бронзовая медаль «В память русско-турецкой войны 1877—1878» (29 апреля 1878);
- медаль «В память коронации императора Александра III» (1883);
- серебряная медаль «В память царствования императора Александра III» (1896);
- бронзовая медаль «За труды по первой всеобщей переписи населения» (1897).

## Семья
Митрофан Яковлевич был женат на Марии Генриховне (в другом источнике указана жена — Ольга Михайловна). В семье было шесть детей: дочери Елена и Надежда, сыновья Владимир и Яков (о ещё двух детях информация отсутствует).
- Сын — Владимир (1883—1905) — морской офицер, мичман, участвовал в русско-японской войне 1904—1905 годов. 14 мая 1905 года погиб в Цусимском сражении исполняя обязанности вахтенного начальника эскадренного броненосца «Князь Суворов»[3].